# 算盤

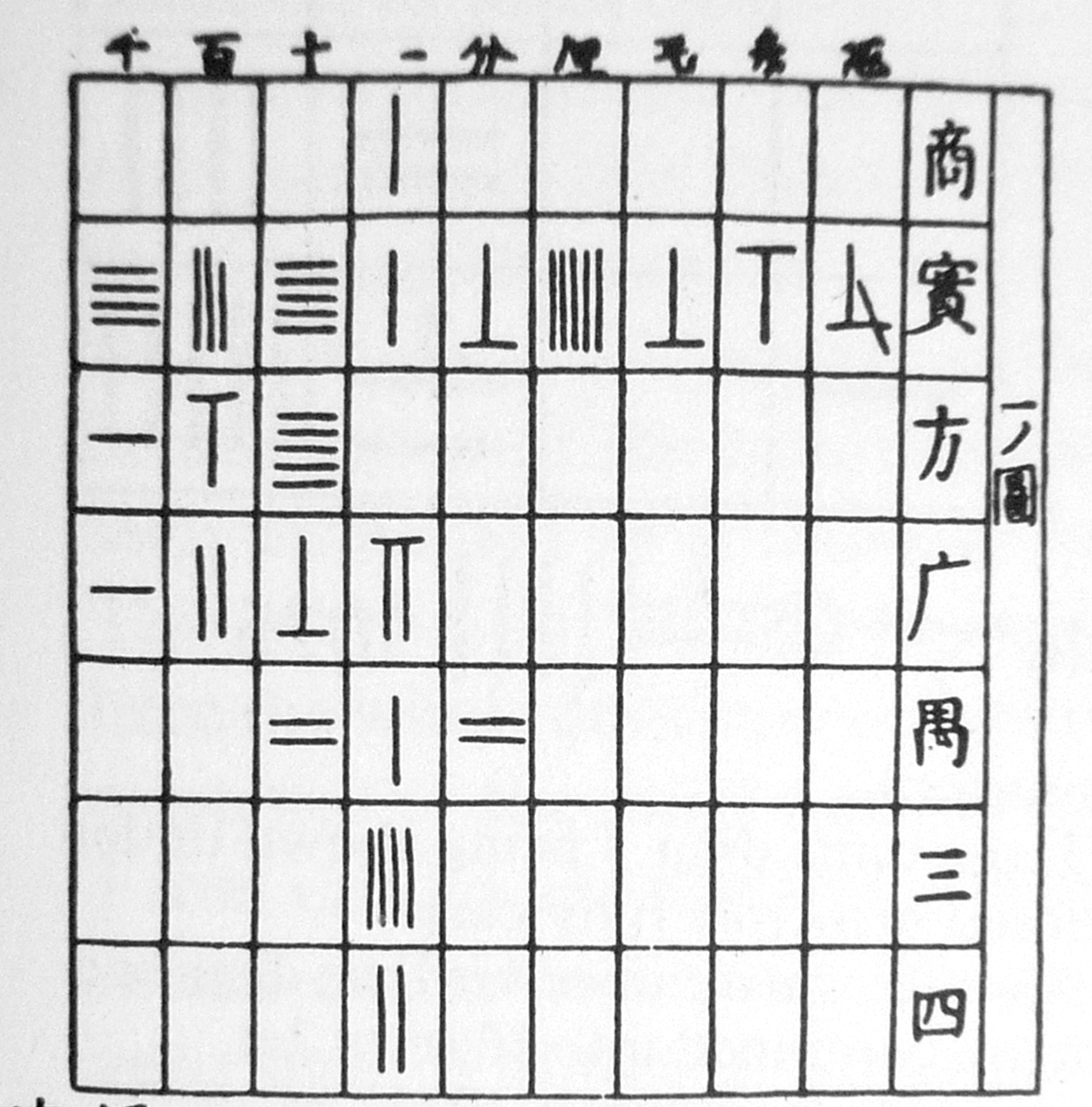
算数の教科書に載っていた算盤（18世紀日本）

算盤（さんばん）とは、中国数学や和算において籌算すなわち算木（算籌）を用いた計算の際に使用される盤のことである。木製の板もしくは紙でつくられることが多い。

## 解説
算盤は位取りに便利なように面全体に格子線が描かれ、いくつかの方形が整然と並んで方眼状を呈しており算木をそのうえで約束にしたがって動かし計算するものである。
また、「万」「千」「百」「十」「一」「分」「厘」などのように、あらかじめ桁の記されたものもある。
なお算盤は「アナログ」の代名詞的に扱われるが、計算上の入力及び結果が数値で行われるため「デジタル計算機」に属する。